# Mesilinka
A Mesilinka rövid folyó Kanada Brit Columbia tartományában, mely a Williston-tóba torkollik be. Az Osilinka-hegységben fakad, ami az Omineca-hegység  része. A folyó, mielőtt betorkollik a Williston-tóba, egyesül az Omineca folyóval.
A folyó hossza 150 km, és a vízgyűjtő területe 3000  km².